# 蘭普森峰

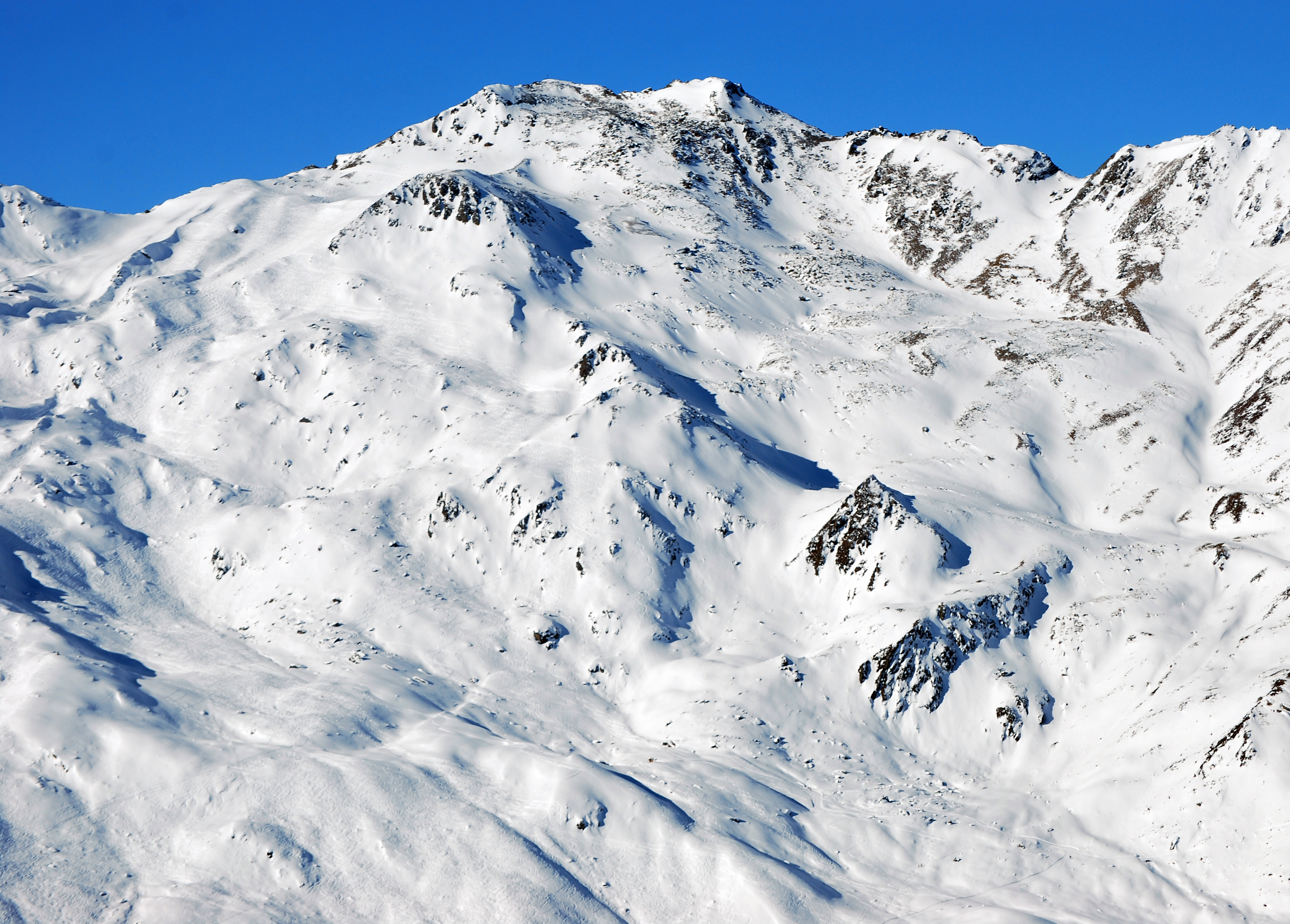

47°9′22″N 11°5′45″E / 47.15611°N 11.09583°E
蘭普森峰（德語：Lampsenspitze），是奧地利的山峰，位於該國西部，由蒂羅爾州負責管轄，屬於斯圖拜阿爾卑斯山脈的一部分，海拔高度2,875米，每年平均降雨量1,666毫米，人類在1879年8月16日首次登頂。